# Colin Clarke
Colin John Clarke (Newry, 30 oktober 1962) is een voormalig Noord-Iers voetballer en voetbaltrainer. Als voetballer was Clarke zijn gehele loopbaan actief in Engeland, terwijl Clarke als  voetbaltrainer zijn gehele loopbaan actief was in de Verenigde Staten en Puerto Rico (een unincorporated territory van de Verenigde Staten). Clarke behaalde zijn grootste successen als trainer met Puerto Rico Islanders.

## Erelijst als trainer
Puerto Rico Islanders
Nationaal
- USSF Division 2 Professional League: 2010
- Commissioner's Cup: 2008
- Ponce De Leon Cup: 2009, 2011

Internationaal
- CFU Club Championship: 2010, 2011